# More Tribbles, More Troubles
"More Tribbles, More Troubles" és el cinquè episodi de la primera temporada de la sèrie de televisió animada de ciència-ficció estatunidenca Star Trek. Es va emetre per primera vegada a la programació de l'NBC el dissabte al matí el 6 d'octubre de 1973 i va ser escrit per David Gerrold, com a seqüela del seu episodi de la Serie original "El problema dels tribbles". Compta amb l'actor Stanley Adams repetint el seu paper de comerciant Cyrano Jones, i el retorn de les criatures borralloses que es reprodueixen ràpidament anomenades tribbles.
En aquest episodi, Kirk ha d'esbrinar per què els klíngons intenten apoderar-se de Cyrano Jones alhora que protegeixen dos transportistes de gra automatitzats.

## Argument
Mentre la nau estel·lar de la Federació USS Enterprise escorta dos vaixells de càrrega robot que porten quintotriticale, una nova llavor de gra per acabar amb la fam del planeta Sherman, es troba amb un creuer de batalla klíngon, comandat pel capità Koloth, disparant contra un vaixell d'exploració de la Federació. L' Enterprise transporta el pilot a bord. Els klíngons utilitzen una nova arma d'energia que incapacita la nau i exigeixen que lliurin el pilot. El primer oficial Spock planteja la hipòtesi que una arma tan poderosa ha de requerir tota l'energia de la nau klíngon, i la tinent Uhura s'adona que els dos vaixells de càrrega no s'han desactivat. El capità Kirk fa que els vaixells de càrrega estableixin rumb per encaminar-se amb el vaixell klíngon. Amb la seva energia gastada, el vaixell klíngon es veu obligat a fugir, però danya un dels vaixells de càrrega. Com que la bodega de càrrega Enterprise no té prou espai, la tripulació ha de carregar perillosament les cobertes del vaixell amb el gra.
El pilot és Cyrano Jones, un comerciant interestel·lar ben conegut per Kirk i la tripulació. Va sortir de la seva tasca de netejar els tribbles de l'Estació Espacial K-7 amb un glommer, que s'aprofita dels tribbles. Jones ara ven tribbles "segurs" genèticament dissenyats perquè siguin estèrils. Els klíngons ataquen de nou, desactivant els motors del vaixell de càrrega restant i banyant l' Enterprise amb una radiació que augmenta ràpidament el creixement dels tribbles a bord. Kirk encara es nega a lliurar Jones, aparentment perquè és un ciutadà de la Federació, però en realitat perquè sospita que els klíngons no haurien violat l'espai de la Federació tret que Jones fos de gran valor per a ells. Els klíngons tornen a utilitzar la seva nova arma. Kirk respon fent arribar els tribbles a la seva nau.
Ara en desavantatge, Koloth admet que els planetes klíngon estan sent envaïts per tribbles venuts per Jones. El glommer, que va ser creat pels klíngons mitjançant enginyeria genètica i robat per Jones, és la seva única esperança de controlar-los. Kirk la torna, però els enormes tribbles l'espanten. Koloth ordena al seu primer oficial que dispari al gran tribble, només per alliberar sense voler els més petits a l'interior. El cap mèdic Leonard McCoy, en descobrir que els grans tribbles són en realitat colònies de tribbles, injecta els tribbles restants a l'Enterprise amb un sèrum per frenar la seva taxa metabòlica.

## Producció
Originalment presentada com a continuació de la tercera temporada de "El problema dels tribbles" per a Star Trek (sèrie original), la idea va ser descartada per ordre del productor Fred Freiberger, que no era un fan de l'episodi original i no volia produir episodis de comèdia.
El 1973, Gerrold i la guionista de Star Trek D. C. Fontana estaven apareixent junts al circuit de convencions Star Trek. Fontana va ser productor executiu de la nova Star Trek: la sèrie animada; Gerrold es va oferir a escriure un episodi i Fontana va respondre que estava interessada en una seqüela dels tribbles.
Igual que amb el seu altre episodi de Sèrie animada "Bem", Gerrold va afirmar més tard que gairebé no es va tallar res dels llançaments originals de La sèrie original perquè l'animació es va reproduir més ràpid i, per tant, tot encaixava a l'episodi malgrat el temps d'execució reduït.
Els dos episodis de Gerrold escrits per a la Sèrie animada van ser novel·lats més tard per Alan Dean Foster, i Gerrold va dir que pensava que Foster va fer "una bona feina".

## Recepció
Una guia de marató de sèries de Star Trek editada per Den of Geek, va recomanar aquest episodi com a part del grup "fonaments de Star Trek". CBR va classificar "More Tribbles, More Troubles" com el 9è episodi més divertit de la franquícia Star Trek, comentant: "És un bon equilibri d'acció i comèdia, ja que una vegada més, els tribbles s'utilitzen com a armes".

## Mitjans domèstics
El conjunt de DVD remasteritzat de la temporada 2 de Star Trek: La sèrie original també incloïa funcions especials per a 'Tribbles', incloent l'episodi de la sèrie original "El problema dels ribbles" i el episodis "Trials and Tribble-ations" de Star Trek: Deep Space Nine i "More Tribbles, More Trouble" de TAS.
El 15 de novembre de 2016 "More Tribbles, More Troubles" es va publicar en HD a Blu-Ray com a part de la caixa completa TAS.